# EasyTracker
EasyTracker es un software para construir un tracker BitTorrent. Es una versión personalizada de BNBT especialmente diseñada para los usuarios de Windows. Se distribuye con un instalador, instrucciones detalladas de instalación e instrucciones para personalizarlo. Alternativamente, un instalador para Windows está disponible para la última versión de XBNTN.

## Estado
BNBT EasyTracker/Trinity Edition no ha sido actualizado desde septiembre de 2004. Varias actualizaciones importantes han sucedido en el núcleo de BNBT que no están en la edición. Existe al menos un exploit remote-crash que permanece sin reparar en EasyTracker.